# Vitorla

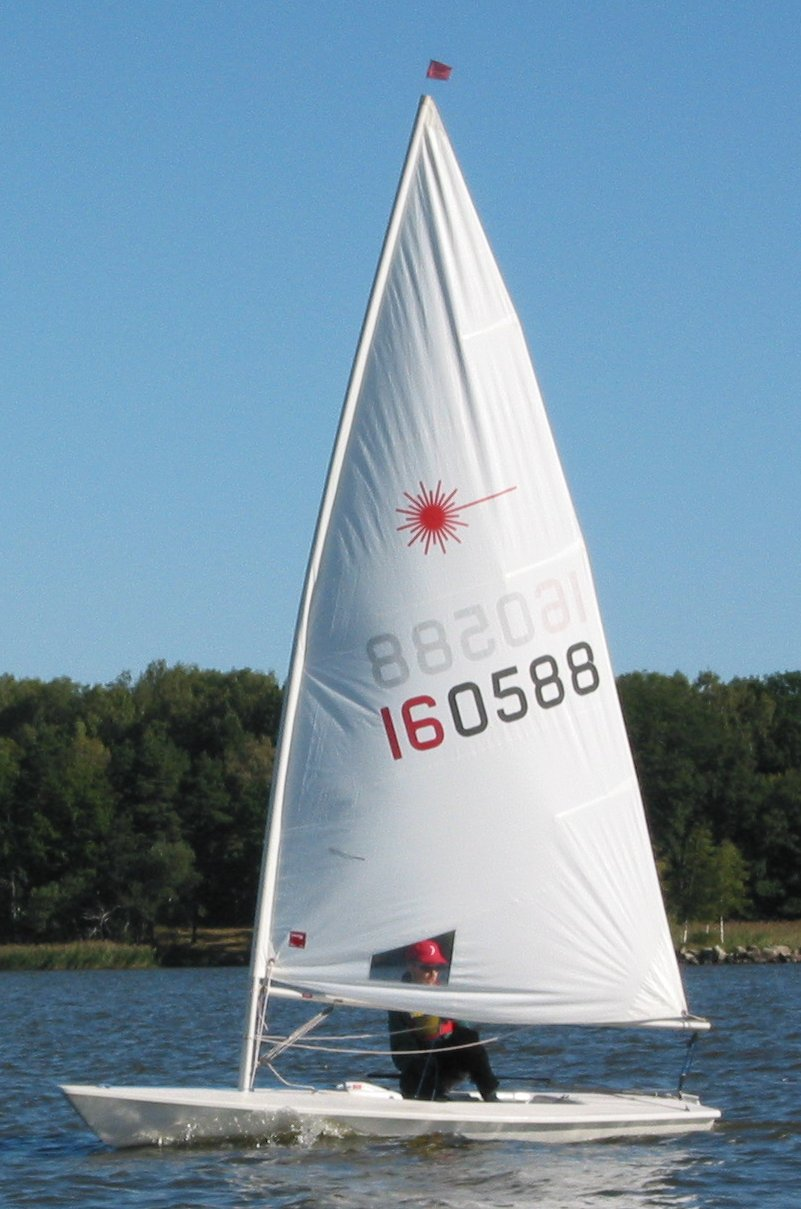
Egy Laser sportvitorlás, egy olimpiai hajóosztály egyszemélyes hajójának vitorlája

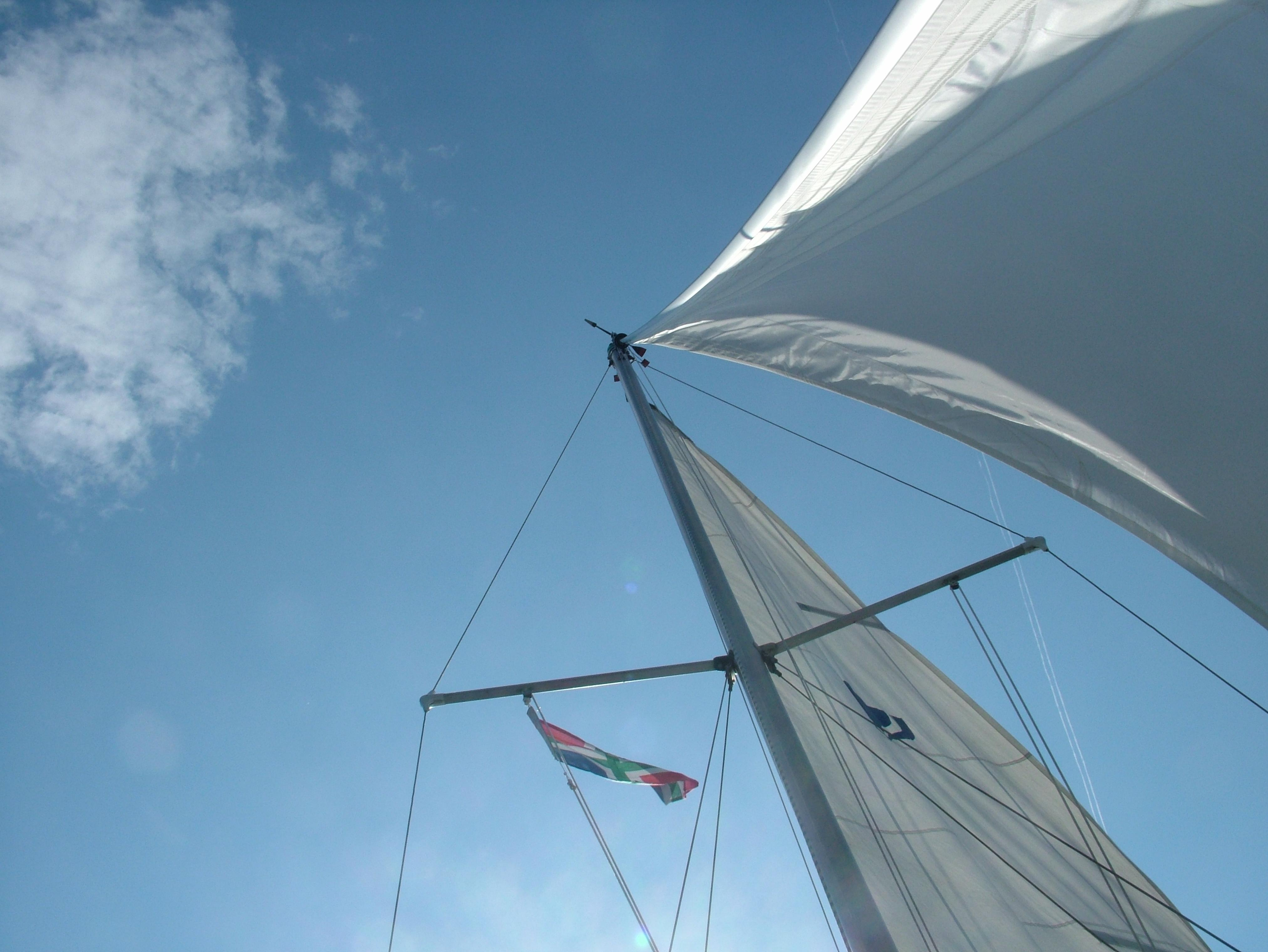
Egy jacht vitorlái a fedélzetről nézve

A vitorla az árbóchoz és/vagy a rudazat egyéb elemeihez (baum, gaffrúd, keresztrúd, vagy maga a hajótest) erősített és kifeszített, nagyfelületű, de viszonylag vékony anyagdarab, amely a szél erejének kiaknázásával a hajónak mozgási energiát kölcsönöz. A vitorlássportban az egyik legnagyobb tudást és gyakorlatot igénylő művelet, hogy a vitorlázatot mindig úgy állítsa be a hajó legénysége, hogy a vitorlákon a legnagyobb felhajtóerő keletkezzen. A vitorlát klasszikusan vászonból, ma már szinte kizárólag műszálas vagy kompozit anyagokból készítik. Alakja a keresztvitorlázatú hajókon négyszög (trapéz), (egyes vitorlák esetében háromszög) manapság legtöbbször háromszög vagy csonka háromszög.
A mai vitorláshajók alapvitorlázatának (a nagy- és az orrvitorlának) legfőbb jellegzetessége, hogy szabásukból adódóan függőleges szárnyként is képesek viselkedni. A szárnyprofil két oldalán ébredő nyomáskülönbség miatt a vitorlán a szélirányra közel merőleges irányú felhajtóerő ébred. Ez a felhajtóerő teszi lehetővé, hogy a korszerű vitorlázatú hajó a látszólagos szélhez képest mintegy 30-45 fokban képes legyen haladni, azaz szél felé tudjon vitorlázni. A 20. század elejéig ezt a képességet a hajók csak nagyon korlátozottan voltak képesek kihasználni, a keresztvitorlázatú hajók a látszólagos szélhez képest legfeljebb 90 fokra tudtak haladni.
A vitorlák alakja szerint megkülönböztetjük:
- vitorlafa-vitorlákat, melyek a vízszintesen fekvő fákra öltve, a szél irányához mért állásaikban a fékek által szabályozzák
- rúdvitorlákat, melyek kifeszítése és szélnek tárása egy rézsút felfelé nyúló rúd által történik (ezek kisebb tengeri hajókon és csónakokon találhatók);
- ágvitorlákat (alul szélesebbek, mint felül), melyeket az árbócok ágaihoz kötnek és a szarvkötelek által feszítenek;
- tarcsvitorlákat, melyeket a tarcs köteleken csúszó kapcsokhoz öltenek.

Az ág-, rúd- és vitorlafa-vitorlák négyszögletesek, bár alakra nézve egymástól eltérők, míg a tarcsvitorlák háromszögletesek.
A főárbóc előtt fekvő összes vitorlát elővitorláknak, az attól hátra fekvőket pedig hátsó vitorláknak, a tarcs- és ágvitorlákat együttesen élvitorláknak is nevezik. A vitorlákat csigakötelekkel (ejtők) húzzák fel, melyeket a fedélzeten kezelnek. A felhúzókötelek hajózásban használt neve a fallkötél. Vitorlát fel- vagy lehúzni annyit jelent, mint azt a vitorlafához, ághoz erősíteni, kötni. Vitorlát feszíteni, tárni, zárni, bevonni, annyi, mint azt a szél hatásának kitenni vagy ennek hatása alól elvonni, utóbbi esetben a vitorlát először a vonókötelekkel összevonják, azután a göngyölőkkel felgöngyölik és végül zsineggel a vitorlafán fekve összekötik. A vitorla fogásolása a vitorla felületnek kisebbítése, ezt a műveletet szakszóval reffelésnek hívják.

## A vitorla működése
A jól beállított vitorla két oldala között nyomáskülönbség mérhető, a vitorla belső oldalán nagyobb nyomás, a külső oldalon kisebb nyomás. A vitorla két oldala közötti nyomáskülönbség okozza azt a szívóerőt, amely a vitorláshajót hajtja. A jelenség oka hasonló, mint a repülőgépszárny alsó és felső oldalán – szintén nyomáskülönbségből származó – ún. felhajtóerő. A hátszél kivételt képez az előbb leírtaktól: hátszélben nincsen nyomáskülönbség a vitorla két oldala között, hanem a szél tolóerőt fejt ki a vitorlára.
A vitorla beállítása: a jól beállított vitorla a lobogáshatáron dolgozik, azaz éppen csak annyira szabad befognia a szelet, hogy a vitorla ne lobogjon. A kiengedett vitorla ugyanis lobog, akár egy zászló. A vitorlabehúzó kötelek segítségével – idegen nevük: sottkötél – be kell húzni a lobogó vitorlát addig a pontig, ahol éppen megszűnik rajta a lobogás. A lobogás megszűnése jól látható, illetve a lobogó vitorla "csattogó" hangja is megszűnik, tehát könnyen érzékelhető, meddig szabad behúzni a sottokat. A lobogás árt a vitorlának: elszakadhat, főleg erős szélben. A túlságosan behúzott vitorla pedig fékezi a hajót.
A vitorla fel- és lehúzása: széllel szemben álló hajón tudjuk elvégezni mindkét műveletet a felhúzókötelek (ejtőkötelek, idegen néven fallok) segítségével. Ha a vitorlás nem áll széllel szemben, a vitorla élkötele vagy csúszkái beszorulnak az árbocsínbe (idegen nevén a nútba) és akár el is szakadhat. A szélbeállás kisebb hajókon evezővel, nagyobb hajókon a hajómotorral hajtják végre. A bójához kikötött hajó is széllel szemben fog állni, tehát ez a helyzet is alkalmas a vitorlák felhúzására. A felhúzás sorrendje: először a nagyvitorlát érdemes felhúzni (idegen nevén: grósz) aztán az orrvitorlát (idegen nevén: fok).
Orrvitorlák típusai: génua=nagy felületű orrvitorla, gyenge vagy mérsékelt szélre. Normál fok=közepes méretű orrvitorla élénk szélre. Viharfok=kis méretű orrvitorla erős szélre. Reacher=árboccsúcsig felhúzható génua. Code zero=a hajó orrától a hajó tat részéig érő reacher, ez a lehetséges legnagyobb felületű orrvitorla.
Különleges orrvitorlák: spinakker és genakker, ezek a bő szélben használatos, "ballon alakú" öblös vitorlák.
Nagyvitorlák (idegen néven: grósz) típusai: normál grósz (konkáv a hátsó éle, latnikkal merevített), vihargrósz (ez utóbbinak konvex ívelésű a hátsó éle, latnikat nem tartalmaz.